# Низамски растанак
Низамски растанак је позната српска пјесма.
Према Феликсу Каницу, с обзиром да је мелодију одсвирао османски војни оркестар када је Османска војска напустила Србију 1867. године, она је постала једна од најпознатијих међу Србима. Ову мелодију је редовно изводио српски војни оркестар током Првог свјетског рата и била је дио емоционалног пријема побједе Српске војске на Солунском фронту. Послије рата, пјесма је постала дио репертоара српских романтичара и националиста и редовно се изводила током њихових окупљања.
Бењамин Исовић је 1995. године искористио мелодију Низамског растанка да би написао бошњачку пјесму Шехидски растанак, вјерујући да тиме само враћа мелодију на њено родно мјесто у Босну. Миљенко Јерговић сматра да је босанско поријекло мелодије потпуно несигурно.
| Текст пјесме |
| --- |
| Скупите се сви, добри другови нека труба док не падне мрак, свира растанак. Последњу нашу песму војничку запевајмо сложно сви нек’ се све ори. Па за оне прошле дане, нек’ ти нека суза кане па зар нисмо били ми, добри другови. Ко да жали ноћи, ко да жали дане растанак се спрема а времена нема ој, друже мој. Још у срцу мом као тешки звон одјекује тужне трубе глас, кроз тај гарнизон. Последњи, тужни поздрав војнички запевајмо сложно сви нек’ се све ори. Нека свака цура чује шта јој војник поручује сад кад служба престаје, кад се растаје. Лудо живим сада, чудна туга влада успомена давна из војничких дана, ој, друже мој. |